# Stefan Salvatore
Stefan Salvatore er en fiktiv person, som er med i serien The Vampire Diaries (TVD)
Stefan er en god, moralsk og venlig vampyr som nægter at drikke blod fra mennesker. Han jager i stedet i skoven. Stefan  har en storebror ved navn Damon Salvatore og de er næsten altid vrede på hinanden. Han er 164 år gammel og er fra Italien. I bogen er han beskrevet som rigtig lækker og med fine og regelmæssige træk. Under Den amerikanske borgerkrig i USA faldt både han og hans bror for en bulgarsk vampyr ved navn Katherine Pierce (Katerina Petrova). Brødrene tvang hende til at vælge imellem dem hun elskede stefan men ville stadig have dem begge. Hun var af den overbevisning at det var hendes skyld at brødrene hadede hinanden og derfor forsvandt hun. Kathrine forvandlede dem begge til vampyrer inden hun forsvandt. Tv-serien er lavet af den amerikanske tv-kanal The CW.
I serien er han i første sæson sammen med Elena og bor sammen med Damon. I anden sæson kommer Katherine tilbage og siger at hun elsker Stefan og vil have ham til at slå op med Elena, da at han ikke gør det bliver han voldelig.
Stefan og Elena slår op på grund af Katherines trusler. Men kommer dog senere sammen igen. I slutningen af sæsonen er Damon ved at dø, han har brug for Klaus blod. Stefan følger med Klaus og efterlader alt inklusiv Elena til gengæld for Damon blodet og lever. I tredje sæson er Stefan blevet en "ripper" han dræber folk og slår hans menneskelighed fra. Han slår op med Elena, og alle hader ham. I midten af sæsonen får han hans menneskelighed tilbage, og han bliver venner med alle igen. I det sidste afsnit skal Elena vælge mellem Stefan og Damon,og hun vælger Stefan. 
I sæson 4 er Elena blevet vampyr og hun begynder at få følelser for Damon. Så det ender med hende og Stefan slår op. Han bliver gode venner med Caroline, det ender med at de bliver bedste venner. I sidste afsnit opdager Stefan at Silas er hans dobbeltgænger. Stefan Salvatore bliver gift med Caroline Forbes men i sidste episode (i was feeling epic) dør stefan fordi at han skal dræbe Katherine.
Stefan spilles af Paul Wesley, og er den ene af de 3 hovedroller. De andre 2 hovedroller er: Elena Gilbert som spilles af Nina Dobrev og Damon Salvatore som spilles af Ian Somerhalder